# Zurad
Zurad sp. z o.o. – polskie przedsiębiorstwo produkujące profesjonalne urządzenia elektroniczne z zakresu bezpieczeństwa w ruchu drogowym, w tym świadczenia dla wojska, mieszczące się w Ostrowi Mazowieckiej. W 2015 roku nastąpił proces konsolidacji, w wyniku czego spółka weszła w skład Polskiej Grupy Zbrojeniowej (PGZ).

## Historia
Historia Zakładu sięga początku lat 60., kiedy to utworzono Zakład Filialny Warszawskich Zakładów Radiowych RAWAR, początkujący rozwój przemysłu w Ostrowi Mazowieckiej.
W marcu 1963 roku uruchomiono dwa wydziały o profilu mechanicznym. Ich zadaniem była produkcja detali i podzespołów wchodzących w skład wyrobów produkowanych przez WZR RAWAR.
W 1964 r. w Zawistach Dzikich k/Małkini – zorganizowano wydział montażowy – zajmujący się produkcją podzespołów elektronicznych, głównie do morskich radarów nawigacyjnych. Wydział ten organizacyjnie podlegał Zakładowi w Ostrowi Mazowieckiej.
Lata sześćdziesiąte to przede wszystkim produkcja podzespołów dla WZR „RAWAR” oraz produkcja wozów propagandowych na bazie STAR-a 25.
Początek lat siedemdziesiątych to uruchomienie produkcji pierwszego miernika prędkości pojazdów MIRADO-732, a następnie miernika prędkości SRD77.
W latach 1976–1978 Zakład Filialny uzyskuje samodzielność. Powstaje Zakład Urządzeń Radiolokacyjnych ZURAD wchodzący w skład Centrum Naukowo Produkcyjnego Elektroniki Profesjonalnej „RADWAR”.
Początek samodzielnej produkcji morskich radarów nawigacyjnych następuje 6 września 1983 r., gdzie pierwszy radar morski wykonany w Zakładzie uzyskał Certyfikat Polskiego Rejestru Statków.
Lata 1980–1990 to okres rozwoju Zakładu. Charakteryzuje się przede wszystkim specjalizacją w produkcji sprzętu radiolokacyjnego.
W pierwszej połowie lat dziewięćdziesiątych powstaje kilka nowych wyrobów m.in.:
- polowa radiolokacyjna stacja balistyczna RUBIN dla potrzeb artylerii,
- pistoletowy radar drogowy RAPID 1A[2] dla potrzeb Policji,
- uliczny radarowy wskaźnik prędkości „URWP-1”,
- gama wyrobów przeznaczonych do zabezpieczenia mienia – m.in. nesesery, kuferki i walizki wyposażone w systemy alarmowe oraz systemy porażeniowe.

Pod koniec lat dziewięćdziesiątych podejmowane są prace nad kolejnymi opracowaniami nowych wyrobów m.in.:
- rozpoczęto opracowanie cyfrowego radaru do pomiaru prędkości pojazdów samochodowych typu FOTORAPID. Opracowano wskaźniki do radarów nawigacyjnych WRR „15” i „20”
- rozpoczęto modernizację pistoletowego radaru drogowego RAPID 1[2], w wyniku której powstał radarowy miernik prędkości RAPID-2Ka.

Lata od 2000 roku cechują działania restrukturyzacyjne. Oprócz tego również restrukturyzacja zatrudnienia. Działania te miały na celu dostosowanie struktury organizacyjnej zakładu do wielkości potencjału produkcyjnego oraz zatrudnienia do aktualnych potrzeb odniesionych do rozmiaru prowadzonej działalności gospodarczej.
W tym okresie wdrożono do produkcji m.in.:
- kontenery wykonane w technologii TEMPEST,
- prędkościomierz kontrolny VIDEORAPID 1,

Lata 2004–2005 to okres dalszych przemian strukturalnych w Zakładzie. Następuje zmiana statusu przedsiębiorstwa – powstaje Zakład Urządzeń Radiolokacyjnych „ZURAD” Spółka z ograniczoną odpowiedzialnością.
2006-2007 to okres rozwoju przede wszystkim pod kątem nowych wyrobów. Powstaje Radarowy System Kontroli Prędkości Pojazdów „FOTORAPID C” i nowa konstrukcja Cyfrowego Prędkościomierza Kontrolnego „VIDEORAPID 2”.
W 2015 roku nastąpił proces konsolidacji państwowego przemysłu obronnego. W wyniku tego Zakład wszedł w skład Polskiej Grupy Zbrojeniowej w obszarze działalności „systemy elektronicznie i informatyczne”.
W 2016 roku Zakład Urządzeń Radiolokacyjnych „ZURAD” Sp. z o.o. zmienia swoją nazwę na ZURAD Sp. z o.o.